# حشمت‌آباد (سیلاخور)
حشمت‌آباد یک روستا در ایران است که در بخش سیلاخور شهرستان دورود در استان لرستان واقع شده‌است. حشمت‌آباد ۱۲۰ نفر جمعیت دارد.

## جمعیت
این روستا در دهستان چالانچولان قرار دارد و بر اساس سرشماری مرکز آمار ایران در سال ۱۳۸۵، جمعیت آن ۱۲۰ نفر (۲۶ خانوار) بوده‌است.